# Le Sursis (film)
Pour les articles homonymes, voir Le Sursis.
Pour plus de détails, voir Fiche technique et Distribution.
Le Sursis (The Sell Out) est un film d'espionnage israélo-italo-britannique réalisé par Peter Collinson et sorti en 1976.

## Synopsis
La CIA, le KGB et le Mossad cherchent à éliminer Gabriel Lee, un ancien agent de la CIA qui a fait défection dans le bloc soviétique, mais qui a quitté l'Europe de l'Est pour se rendre en Israël. Il demande de l'aide à son ancien mentor, Sam Lucas. Lucas tient maintenant un magasin d'antiquités à Jérusalem avec sa maîtresse Deborah, qui était l'ancienne compagne de Gabriel.

## Fiche technique
- Titre français : Le Sursis[1]
- Titre original anglais : The Sell Out[2]
- Titre italien : La spia senza domani[3]
- Titre hébreu : המכירה הכללית[4], Melimot be-yerushalaim
- Réalisation : Denis Amar
- Scenario : Jud Kinberg d'après une histoire de Murray Smith
- Photographie :	Arthur Ibbetson
- Montage : Raymond Poulton
- Musique : Colin Frechter (en)
- Cascades : Rémy Julienne
- Décors : Anthony Pratt
- Maquillage : Freddie Williamson
- Production : Alex Massis, Tom Sachs, Josef Shaftel
- Société de production : Amerfilm, Oceanglade, Hemdale
- Pays de production :  Royaume-Uni -  Italie -  Israël
- Langue originale : anglais
- Format : couleurs - 1,78:1 - Son mono - 35 mm
- Durée : 88 minutes
- Genre : film d'action
- Dates de sortie :
  -  Italie : 15 mai 1976
  -  Royaume-Uni : juin 1976
  -  France : 11 mai 1977

## Distribution
- Oliver Reed : Gabriel Lee
- Richard Widmark : Sam Lucas
- Gayle Hunnicutt (VF : Évelyn Séléna) : Deborah
- Sam Wanamaker : Harry Sickles
- Shmuel Rodensky : Zafron
- Vladek Sheybal : le Hollandais
- Peter Frye : Kasyan
- Assi Dayan : Lt. Elan